# Dromon
A dromon a 6–7. század bizánci hadihajója volt. A biremisből keletkezett, elődjéhez hasonlóan oldalain két evezősoros volt. A hajó hossza 30–40 m volt és 50–80 evezővel volt ellátva.
Gyors, könnyű, egy, kettő, vagy három árbóccal és latin vitorlázattal. A hajó legénysége 100–300 főből állt. A hajóorrban és a tatnál magasított fedélzetet képeztek ki, ahonnan hajítógépekkel lőtték az ellenséget. Ezeket a hajókat a hírhedt görögtűz tette veszélyessé. A 11. századtól a gályák váltották le.